# Василь Діянич
Василь Васильович Діянич, псевдоніми: Турянин, В. Буревісник, Вася Ужанський (15 липня 1925, Тур'я Бистра (Тур'яшебеш), Мадярське королівство — 19 червня 1980, Ужгород, Україна — український поет, журналіст.

## Біографія
Народився у селянській родині. 1943 року закінчив Ужгородську гімназію. Публікувати свої твори почав 1941 року, спочатку російською мовою. 8 його віршів були опубліковані у збірці «Тройка» (1942), яка була позитивно відзначена критиками у «Літературній неділі» (1942).
Брав участь у Другій світовій війні. Закінчив факультет журналістики у Вищій партійній школі у Києві (1949). Працював журналістом в редакції газети «Закарпатська правда» (Ужгород), де опублікував багато статей і нарисів, у тому числі про митців Закарпатської області. 1962 року був прийнятий у Спілку письменників України.

## Творчість
У повоєнний час писав українською мовою і публікував вірші в обласних, республіканських та закордонних українських газетах, часописах и альманахах: «Літературна Україна», «Правда України», «Радянська Буковина», «Радянська Донеччина», «Україна», «Дружно вперед», «Дукля», антології «Поети Закарпаття» (1965), збірниках «Весна» (1947), «Лицем до сонця» (1960), «Віщий вогонь» (1974).
Окремі вірші було перекладено російською, осетинською, угорською мовами; їх поклали на музику композитори Г. Дулишкович, М. Кречко, А. Шугаєв.
Майже на кожному концерті Закарпатського народного хору звучали пісні на його слова. Наприкінці 2015 року у відзнаку його 90-річчя Закарпатська обласна організація письменників і меценати видали збірку його вибраних поезій «Гори ви мої мальовані».

Збірки:
- 3 піснею щодня. Ужгород, 1958;
- Там, де річка Тур'я. Ужгород, 1961;
- Земле, ти чудесна! Ужгород: Карпати, 1966;
- Смереки осені не знають. Ужгород, 1975;
- Цвіт папороті. Ужгород, 1985.
- Гори ви мої мальовані. Ужгород, 2015.